# Capitão Nascimento
Roberto Nascimento (também conhecido como Capitão Nascimento ou Coronel Nascimento) é um personagem fictício e o protagonista dos filmes policial Tropa de Elite (2007) e Tropa de Elite 2: O Inimigo Agora É Outro (2010), ambos do cineasta José Padilha. Interpretado pelo ator Wagner Moura, o personagem foi elaborado por Padilha e pelos roteiristas Rodrigo Pimentel e Bráulio Mantovani. A criação de Nascimento também contou com a colaboração dos preparadores de elenco Fátima Toledo e Paulo Storani.

## Biografia fictícia

### Tropa de Elite
Nascimento ingressou na Polícia Militar do Estado do Rio de Janeiro em 2 de fevereiro de 1987 como aluno-oficial na Academia de Polícia Militar Dom João VI, e foi declarado Aspirante a Oficial em dezembro de 1989.
Em 1997, Nascimento chefiava a Equipe Alfa do BOPE. Estava há 10 anos a serviço da Polícia Militar do Estado do Rio de Janeiro e apresentava sinais de estresse.
A situação foi agravada com iminente nascimento do primeiro filho, fruto do casamento com Rosane (interpretada por Maria Ribeiro). Nas operações realizadas em favelas, o caveira subia o morro em pânico e questionava as ordens do comando do BOPE. O casamento começa a entrar em um ciclo de discussões e brigas cada vez mais violentas. Nascimento começa a ficar mais ausente em seu próprio lar.
Na tentativa de salvar "sua família", Nascimento começa a procurar um substituto. Inicialmente vê o aspirante Neto Gouveia (interpretado por Caio Junqueira) como um forte candidato, mas o temperamento irascível do oficial logo põe em dúvida a escolha. O capitão do BOPE decide seguir o conselho da esposa de manter Neto no comando da equipe Alfa, mesmo desconfiando que a decisão poderia ser um erro. Neto acaba sofrendo uma emboscada de traficantes que inicialmente havia sido encomendada para André Mathias (interpretado por André Ramiro). Após a morte de Neto, Nascimento adota Mathias como efetivo sucessor.

### Tropa de Elite 2: O Inimigo Agora É Outro

Wagner Moura como Nascimento em Tropa de Elite 2. Nesse filme, o personagem tem 40 anos e está com o cabelo grisalho.

O plano para salvar a família não dá certo e o casamento acaba. Nascimento retorna ao comando do BOPE onde permanece durante muitos anos chegando a patente de Tenente-Coronel. Mantém-se como chefe dos caveiras até uma operação malsucedida em Bangu I. Servindo como bode expiatório é afastado do comando, mas graças à popularidade alcançada pela ação fracassada, Nascimento "cai para cima" e é convidado a integrar o serviço de inteligência da Policia do Rio de Janeiro, o que lhe dá poderes inéditos. O caveira passa a investir pesado contra o tráfico de drogas. Nascimento amplia o poder do BOPE, transformando-o em uma "máquina de guerra".
O novo cargo também dá uma visão inédita a Nascimento que passa a compreender as relações entre o crime organizado e os políticos. Segundo o ator Wagner Moura, em entrevista a revista Rolling Stone 94, o ex-caveira começa a perceber que "talvez tenha se dedicado a vida inteira a uma causa diferente da qual ele achava que defendia. O cara acha que está servindo ao povo, mas está servindo ao Estado, o que são coisas bem diferentes".
Enquanto suas forças são totalmente concentradas no trabalho da Secretaria de Segurança Pública, Nascimento tenta se aproximar do filho, Rafael, com quem manteve pouco contato após o fim do casamento.

## Desenvolvimento

### Origem
Muito se especula sobre quem se baseia Roberto Nascimento. Apesar da imprensa apontar o roteirista e ex-membro do BOPE, Rodrigo Pimentel como inspiração do personagem, a tese mais aceita é que Nascimento foi criado a partir de fragmentos de perfis de várias pessoas colhidos durante o processo de elaboração do primeiro filme. O próprio Pimentel já afirmou em entrevistas: "Eu não sou o capitão Nascimento".
Existe, entretanto, um personagem real que serviu de ponto de partida para a trama de Nascimento no primeiro filme: O ex-comandante do BOPE Ronaldo Pinto que, em meados dos anos 90, havia completado quatro anos de comando, estava cansado do Batalhão e procurava um substituto. Para o cargo elegeu Rodrigo Pimentel que na época estava lotado em um Batalhão Policial no município de Resende no Rio de Janeiro. Os policiais haviam se conhecido anos antes durante o Curso de Operações Especiais, na época realizado em São Paulo.
A postura e muitos dos bordões de Nascimento são creditados ao consultor/preparador de elenco e ex-membro do BOPE Paulo Storani. Na época da produção do primeiro filme Storani estava redigindo uma dissertação de mestrado em antropologia para a Universidade Federal Fluminense (UFF) sobre "o rito de passagem" (mais conhecido por Curso de Operações Especiais) do BOPE. Do período de preparação com o ex-policial, o ator Wagner Moura pegou o hábito de chamar os outros de "senhor" e dizer "padrão" quando algo está bom. A postura de levantar o rosto ao falar para mostrar liderança também foi adquirida observando Storani.
O personagem herdou do roteirista Rodrigo Pimentel a veia "irônica", o "humor negro com requintes de crueldade" e o "gosto por discursos com tons moralistas". No período em que estava lotado no BOPE Pimentel gostava de passar sermão aos usuários de drogas da classe média dizendo que eles é quem estavam financiando o tráfico.

### Posição de protagonista
O roteiro de Tropa de Elite não previa o Capitão Nascimento como protagonista e sim o personagem André Mathias (interpretado por André Ramiro). No entanto, a primeira montagem acabou não agradando os produtores, pois consideraram que o filme começava a ficar interessante após 50 minutos, quando as intervenções do Capitão Nascimento ficavam mais frequentes. A interpretação de Moura "roubava todas as cenas" segundo o montador Daniel Rezende: "A performance era tão incrível que mexemos na estrutura do filme para fazer do Nascimento o personagem principal". Partiu de Daniel Rezende a frase que acabou na boca de Nascimento e serviu de justificativa para a mudança: "Na verdade, eu precisava da inteligência de um e do coração do outro. Se eu pudesse ter juntado os dois, a minha história não teria sido tão difícil".  Também ocorreu a substituição de narração em off, de Mathias para Nascimento. O diretor José Padilha disse, "percebemos que o filme montaria melhor com a narração do Nascimento, porque era alguém que já tinha a noção da inviabilidade de combater o tráfico daquela maneira e que poderia também falar como funcionava o sistema policial".

## Controvérsias
Nascimento foi originalmente criado para criticar ações violentas da polícia, como explicou José Padilha: "Em Tropa de Elite, por exemplo, a exposição do Capitão Nascimento é claramente crítica. O personagem serve para mostrar os defeitos de uma polícia que tortura e mata. O filme mostra também a inviabilidade da vida de Nascimento. Ele nem sequer consegue manter sua família coesa". Entretanto, o personagem acabou se tornando o "maior fenômeno pop do cinema nacional dos nossos tempos", sendo apontado por parte da imprensa como herói". A alcunha foi mais de uma vez refutada pelo diretor do filme: "É importante distinguir a diferença entre herói e ícone pop. E o Nascimento não é um herói. Por exemplo: o Dom Corleone. É um personagem carismático, de apelo popular e também um policial com uma determinação implacável para acabar com o tráfico. Em outras culturas há milhões de ícones pops violentos e com a moral torta. É um fenômeno esporádico que acontece no cinema". O diretor também esclareceu: "Ele tortura inocentes e mata pessoas que deveria prender. Não tem as virtudes morais que o senso comum exige de um herói".
Bráulio Mantovani, roteirista dos dois filmes corrobora a opinião de Padilha: "No primeiro Tropa, o que mais me surpreendeu nisso foi que uma parcela tão grande da população tenha visto o Nascimento como um herói. Para mim, nunca foi. Ele é um anti-herói, um personagem interessantíssimo." Mantovani também disse, "Fomos muito criticados no Tropa 1, como se nosso pensamento fosse idêntico ao do Capitão Nascimento. E, ora, não se pode confundir autor e personagem. Eu acho que a tortura não é a maneira mais eficiente de fazer investigação policial, mas o Nascimento sim. Há obras em que personagens têm mais características de vilão do que de um herói, e nem por isso deixam de ser interessantes. Macbeth e Ricardo III são dois exemplos disso".
Wagner Moura expressa a mesma opinião quanto à alcunha de herói: "Os brasileiros começaram a ter o Capitão Nascimento como um herói nacional e isso é chocante para mim, porque ele não é, de maneira nenhuma, um herói. Ele mata, tortura". Padilha afirmou que o Capitão Nascimento do imaginário popular - "o cara destemido, que enfrenta qualquer operação sem resquício de dúvida - não corresponde ao personagem. Ele é um homem em conflito que sobe a favela com síndrome do pânico". Para Moura, Nascimento é um "típico personagem de tragédia grega", "alguém que anda muito rápido e de uma forma trágica" e "que caminha inexoravelmente para um destino trágico".
Sobre o sucesso do personagem, Padilha afirmou estranhar a reação positiva do público às ações "olho por olho, dente por dente". Moura também declarou-se surpreso com a popularidade do personagem, uma vez que este representa valores considerados negativos por seu intérprete. "Impossível que pessoas na Finlândia ou na Suécia vissem policiais como heróis, policiais que torturam e matam".